# Chimarra fallax
Chimarra fallax är en nattsländeart som först beskrevs av Georg Ulmer 1912.  Chimarra fallax ingår i släktet Chimarra och familjen stengömmenattsländor. Inga underarter finns listade i Catalogue of Life.